# 순이삼촌
《순이삼촌》(順伊三寸)은 현기영이 1978년에 발표한 중편 소설이다. 소설의 줄거리는 제주 4·3 사건 당시에 일어났던 1949년 1월 16일 제주도 북제주군 조천면 북촌리에서 벌어진 민간인 학살을 바탕으로 하고 있는데, 4·3 사건을 최초로 다룬 작품으로 문학사상·역사상 의의가 큰 1970년대 대표적 문제 소설 중 하나로 평가된다. 4·3 사건 자체를 말할 수 없었던 제4공화국 시절에 발표되어 작가가 고문과 금서조치를 당하는 고초를 겪었지만, 이 작품을 계기로 4·3 사건에 대한 연구가 활발해지기 시작하고 문화계 전반에도 큰 영향을 끼쳤다고 평가된다. 이 소설은 유서 한 장 남기지 않고 자신이 일구던 밭에서 생을 마감한 ‘순이 삼촌’의 자살 원인을 찾아 나아가는 ‘의문-추적’의 형식을 취하고 있다. 이 소설은 할아버지 제사에 참석하려 고향에 들른 서술자 ‘나’가 친척 아주머니인 ‘순이 삼촌’(제주도에서는 “촌수 따지기 어려운 먼 친척 어른을 남녀 구별 없이 흔히 삼촌이라 불러 가까이 지내는 풍습이 있다.”고 작품에서 설명하고 있다.)이 죽은 것을 아는 데서 시작되어 그 죽음의 원인을 밝히는 과정을 그린 작품이다. 그녀는 30년 전 제주도에서 있었던 비극적 사건의 한가운데서 두 자식을 잃고 천행으로 살아남았으나 심각한 정신적 외상을 입고 평생을 신경 쇠약과 환청에 시달리며, 그 비극의 현장인 자신의 ‘옴팡밭’에서 벗어나려 몸부림쳤으나 결국 실패하고 자살하였던 것이다.
[네이버 지식백과] 순이삼촌 [順伊三寸] (한국민족문화대백과, 한국학중앙연구원)

## 관련 논문
- 이은진, 〈제주 4·3사건의 기억 재현 양상 연구 - 현기영의 〈순이삼촌〉을 중심으로〉, 《개신어문연구》 35, 개신어문학회, 2012년
- 음영철, 〈역사적 트라우마의 치료 과정-현기영의 〈순이삼촌〉을 중심으로〉, 《한국콘텐츠학회 논문집》 13-11, 한국콘텐츠학회, 2013년
- 정문권·이희영, 〈현기영의 〈순이삼촌〉에 나타나는 기억 양상 연구〉, 《한국언어문학》 94, 한국언어문학회, 2015년
- 이하은, 〈4·3이라는 왜상과 이데올로기의 허상－ 〈순이삼촌〉 론〉, 《비평문학》 80, 한국비평문학회, 2021년